# Lucien Andriot
Lucien Andriot, conosciuto anche con il nome americanizzato di Lucien N. Andriot  (Parigi, 19 novembre 1892 – Riverside County, 19 marzo 1979), è stato un direttore della fotografia francese.

## Biografia
Nato a Parigi da una famiglia modesta (suo padre era tintore, sua madre una fioraia), ultimo di sei figli, Lucien si avvicina al cinema lavorando insieme alla sorella Josette che, negli anni dieci, diventa una diva del primo cinema muto francese, interpretando personaggi di eroina avventurosa. Accanto alla sorella, esordisce nel 1909 come operatore in Rédemption e, quindi, nei film della serie di Zigomar, sotto la direzione del regista Victorin-Hippolyte Jasset per cui girerà una quarantina di cortometraggi. Dopo la morte di Jasset nel 1913, Andriot si trasferirà a lavorare negli Stati Uniti. Stabilito definitivamente a Hollywood, vi girerà più di 150 film, conosciuto con il nome americanizzato di Lucien N. Andriot.
Diventò uno dei collaboratori abituali di registi francesi che lavoravano a Hollywood, come Albert Capellani, Émile Chautard, Maurice Tourneur, Léonide Moguy, Léonce Perret. Ma fu anche direttore della fotografia in pellicole firmate da Edward H. Griffith, William K. Howard, Edgar George Ulmer, Charles Vidor, Raoul Walsh.

## Filmografia

### Direttore della fotografia
- Rédemption, regia di Victorin-Hippolyte Jasset (1909)
- Zigomar, roi des voleurs, regia di Victorin-Hippolyte Jasset (1911)
- Au Prix de son sang, regia di Victorin-Hippolyte Jasset (1912)
- Le Cercueil de verre, regia di Victorin-Hippolyte Jasset (1912)
- Zigomar contro Nick Carter (Zigomar contre Nick Carter), regia di Victorin-Hippolyte Jasset (1912)
- Les Batailles de la vie - Le Testament Episodio 3, regia di Victorin-Hippolyte Jasset (1912)
- Les Batailles de la vie - Haine au music-hall episodio 5, regia di Victorin-Hippolyte Jasset (1912)
- Dans la cave, regia di Victorin-Hippolyte Jasset (1912)
- La Fille de l'autre, regia di Victorin-Hippolyte Jasset (1912)
- Les Batailles de la vie - Le saboteur episodio 2, regia di Victorin-Hippolyte Jasset (1912)
- Fatalité, regia di Victorin-Hippolyte Jasset (1912)
- Les Batailles de la vie - Une campagne de presse episodio 4, regia di Victorin-Hippolyte Jasset (1912)
- Les Cheveux d'or, regia di Victorin-Hippolyte Jasset (1912)
- L'Étrange Contrebandier, regia di Victorin-Hippolyte Jasset (1912)
- Double vie, regia di Victorin-Hippolyte Jasset (1912)
- Les Batailles de la vie - Aux feux de la rampe, episodio 1, regia di Victorin-Hippolyte Jasset (1912)
- Le Mirage, regia di Victorin-Hippolyte Jasset (1912)
- Trompe-la-Mort, regia di Charles Krauss (1913)
- Le Mauvais Génie, regia di Victorin-Hippolyte Jasset  (1913)
- Le Meurtre légal, regia di Victorin-Hippolyte Jasset (1913)
- Perdu en mer, regia di Victorin-Hippolyte Jasset (1913)
- Balaoo, regia di Victorin-Hippolyte Jasset (1913)
- Le Cabinet d'affaires, regia di Victorin-Hippolyte Jasset (1913)
- Dans la fournaise, regia di Victorin-Hippolyte Jasset (1913)
- Le Semeur de ruines, regia di Victorin-Hippolyte Jasset  (1913)
- L'ivraie - La calomnie episodio 1, regia di Victorin-Hippolyte Jasset (1913)
- Le Voile du passé, regia di Victorin-Hippolyte Jasset (1913)
- Le Chemin du coeur, regia di Victorin-Hippolyte Jasset (1913)
- L'Assaut de la terre, regia di Émile Chautard e Victorin-Hippolyte Jasset (1913)
- L'Inconnue, regia di Victorin-Hippolyte Jasset (1913)
- Le Trésor des Baux, regia di Victorin-Hippolyte Jasset (1913)
- La Bouquetière de Montmartre, regia di Victorin-Hippolyte Jasset (1913)
- Sacrifice, regia di Victorin-Hippolyte Jasset (1913)
- Fragile bonheur, regia di Victorin-Hippolyte Jasset (1913)
- Val d'enfer, regia di[Victorin-Hippolyte Jasset  (1913)
- La Justicière - Le Mystérieux voyageur episodio 1, regia di Gérard Bourgeois e Victorin-Hippolyte Jasset (1913)
- Destin tragique -Haine de femme episodio 1, regia di Victorin-Hippolyte Jasset (1913)
- Protea (Protéa), regia di Victorin-Hippolyte Jasset (1913)
- Le Collier de Kali, regia di Victorin-Hippolyte Jasset (1913)
- Trompe-la-Mort, regia di Charles Krauss (1914)
- The Marked Woman, regia di O.A.C. Lund (1914)
- M'Liss, regia di O.A.C. Lund (1915)
- The Face in the Moonlight, regia di Albert Capellani (1915)
- The Impostor, regia di Albert Capellani (1915)
- The Price, regia di Joseph A. Golden (1915)
- A Butterfly on the Wheel, regia di Maurice Tourneur (1915)
- Camille, regia di Albert Capellani (1915)
- Silver Fox (1915)
- The Feast of Life, regia di Albert Capellani (1916)
- La bohème (La vie de bohème), regia di Albert Capellani (1916)
- The Almighty Dollar, regia di Robert Thornby (1916)
- Lest We Forget
- The New South
- The Pride of the Clan
- On Dangerous Ground, regia di Robert Thornby (1917)
- Una povera bimba molto ricca (The Poor Little Rich Girl), regia di Maurice Tourneur (1917)
- The Whip, regia di Maurice Tourneur (1917)
- The Silent Master
- The Mad Lover, regia di Léonce Perret (1917)
- Cuor di vent'anni (Oh Boy!), regia di Albert Capellani (1919)
- The Man Who Lost Himself, regia di George D. Baker (1920)
- Half a Chance, regia di Robert Thornby (1920)
- Le avventure di un americano alla Corte di re Arturo (A Connecticut Yankee in King Arthur's Court), regia di Emmett J. Flynn (1921)
- Shame, regia di Emmett J. Flynn (1921)
- The Primal Law, regia di Bernard J. Durning (1921)
- The Last Trail, regia di Emmett J. Flynn (1921)
- Monte Cristo, regia di Emmett J. Flynn (1922)
- Roughshod, regia di B. Reeves Eason (1922)
- Quando donna vuole (A Fool There Was), regia di Emmett J. Flynn  (1922)
- Daytime Wives, regia di Émile Chautard (1923)
- Hell's Hole, regia di Emmett J. Flynn (1923)
- The Thundering Herd, regia di William K. Howard (1925)
- Gigolo, regia di William K. Howard (1926)
- Giorni felici (Happy Days), regia di Benjamin Stoloff (1929)
- Gli amori di Carmen (The Loves of Carmen), regia di Raoul Walsh (1927)
- The Valiant, regia di William K. Howard (1929)
- La spia (The Spy), regia di Berthold Viertel (1931)
- Anime alla deriva (Bondage), regia di Alfred Santell (1933)
- Sogno d'estate (The Right to Romance), regia di Alfred Santell (1933)
- La figlia di nessuno (Anne of Green Gables), regia di George Nichols Jr. (1934)
- Il pugnale scomparso (Charlie Chan at the Opera), regia di H. Bruce Humberstone (1936)
- Sotto la maschera (Big Town Girl), regia di Alfred L. Werker (1937)
- Disonorata (Dishonored Lady), regia di Robert Stevenson (1947)
- Marocco (Outpost in Morocco), regia di Robert Florey (1949)

### Seconda unità
- Carioca (Flying Down to Rio), regia di Thornton Freeland (1933)